# 175R SHOGOの青春馬鹿野郎!!
『175R SHOGOの青春馬鹿野郎!!』（イナゴライダーショウゴのせいしゅんばかやろう）は、cross fmが放送していたラジオ番組。放送時間は毎週金曜23:00-24:00。2009年8月7日放送開始、2010年3月26日放送終了。

## 概要
- コンセプトは「青春、そして九州」であり、「cross fmの中のAM的な立ち位置」の番組を目指していた。
  - SHOGOがSHOGOのオールナイトニッポンなどAMラジオ番組であるオールナイトニッポン系のパーソナリティを長らく務めたことにちなむ。

## ナビゲーター
- 175R SHOGO
cross fmでの初ナビゲート、FM番組の初めてのレギュラー番組・冠番組となった。

## コーナー
- I'm angry.
- I'm happy.
- 青春ぶっちぎり!
青春に関するメッセージを募集。